# Rastko Barbić
Rastko Barbić, (Dubrovnik, 7. srpnja 1932. – Dubrovnik, 3. siječnja 2017.), odvjetnik, plivač, planinar, dugogodišnji predsjednik Srpske pravoslavne crkvene općine.

## Životopis
Rođen je u Dubrovniku 7. srpnja 1932. godine u svećeničkoj obitelji. Ime je dobio po djedu Savi Barbiću koji je bio dubrovački pravoslavni paroh od 1898. do 1920. Godine 1955. diplomirao je na Pravnome fakultetu u Zagrebu te je cijelu karijeru proveo kao samostalni odvjetnik u Dubrovniku.
U mladosti je bio uspješan plivač Juga za kojega je nastavio raditi kao trener. Jedan je od poticatelja Divlje lige, plivanjem se nastavio baviti u amaterskim natjecanjima. Krajem 1976. godine počinje se aktivno baviti planinarenjem te često pohodi Orjen i Sniježnicu. Počasni je član HPD Dubrovnik i dobitnik visokih priznanja Hrvatskog planinarskog saveza i Planinarskog saveza Dubrovačko-neretvanske županije. Uspio je Planinarski dom na Vrbanju u Crnoj Gori vratiti u posjed HPD Dubrovnik. Posljednjih 25 godine je bio predsjednik Srpske pravoslavne crkvene općine. Bio je i član Odbora za ljudska prava koji je pod pokroviteljstvom Crvenoga križa osnovao dr. Slobodan Lang u vrijeme Obrane Dubrovnika u Domovinskom ratu. Od 2001. do 2009. za vrijeme njegova mandata obnovljena je i restaurirana  srpska pravoslavna crkva sv. Blagovijesti u Dubrovniku.